# Dylan Vangi
Dylan Vangi, né le 8 août 2005 à Ivry-sur-Seine, est un footballeur congolais qui évolue au poste de défenseur central ou latéral au Rodez AF.

## Biographie

### Carrière en club
Né à Ivry-sur-Seine dans le Val-de-Marne, Vangi Vungele est passé par l'US Ivry et l'US Créteil-Lusitanos avant d'intégrer le centre de formation du FC Metz en 2019, qui lui ouvrira les portes des équipes des jeunes françaises.

### Carrière en sélection
Luzolo Vangi Vungele est international français en équipe de jeune. En avril 2022, il est sélectionné avec l'équipe de France des moins de 17 ans pour l'Euro 2022. Il est remplaçant lors de la compétition continentale, où la France se qualifie pour la finale aux tirs au but face au Portugal à la suite d'un score de 2-2 à la fin du temps réglementaire,.
Le 4 novembre 2024, il est appelé par Guy Bukasa le sélectionneur de l'équipe de la RD Congo des moins de 20 ans pour affronter l'Arabie Saoudite.

## Palmarès
France -17 ans
- Championnat d'Europe -17 ans (1) :
  - Vainqueur : 2022.